# 銀 (漫画)
『銀』（ぎん）は、高口里純による日本の漫画。のちに過去譚『黒 -ニグレード-』が描かれた。文庫化の際には2作品同時に『銀／黒』として収録された。

## あらすじ
ビル・ターナは脳死になった12歳の息子・キットの臓器を受給者へ移植することに同意した。しかしその病院にたびたび受診していたキットは極秘にHLA検査をされ、キットが脳死になった事故も故意に起こされたものだった。ビルは小児科医・アリスン・メイヤードキットの助けを借りて、臓器を受給した人物を探すが、病院にはキットの臓器移植の手術のデータが全くないのだった。ビルは二年かけてキットの臓器の受給者であるアルを見つける。アルを養子にしたビルは、アルへの憎しみと、自分とキットのプロテニスプレイヤーとして勝利するという夢を叶えさせるため、アルをプロテニスプレイヤーにし勝利をさせ続ける。そして、アルを有名にすることで、アルへの臓器移植のためにキットを殺した何者かからの接触を待つのだった。

## 登場人物

### 主要登場人物
アル・ターナ（本名・アルゲントゥム。意味はラテン語で“銀“）
プロテニスプレイヤー。20歳くらい。左利き。すみれ色の瞳、長いチェリーブロンドの美形。突然失神し死体同然になるという病気を抱えている。無垢で素直な性格で初対面の人物の質問に「自分はゲイでテシオを愛している。」と答えるほどである。全くの無名からウィンブルドン選手権で準優勝した。
現在の養父・ビルの実子・キットから不正に臓器提供されていためにビルに憎まれており、ビルへの贖罪のために全てを捧げ、ビルを幸福にするためだけにテニスをしている。ビルがアルを探し出し養子にした15歳くらいからずっとテニスでしごかれ虐待も受けているが、アルはビルを慕いビルとの絆を大切にしている。
サーハン・レザックの息子ゆえに、死体愛好家“Mr.セイレーン“に撃ち殺されても生き返った。
“黒“に目覚めたのノマに襲撃され“銀“に目覚め髪の色が銀色になる。
ハンナ・オリビエ
アルの母親。イギリス人。サーハン・レザックの精子を使った体外受精でアルを妊娠した。妊娠7ヶ月で事故で脳死となり、2ヶ月間生命維持装置を使いアルを産んだ。享年28歳。体外受精を行った病院と事故の処置を行った病院が同じ病院であり、H・ディーゼルの診察を受けていた。
ビル・ターナ
アルの養父およびマネージャー。過去にプロテニスで活躍していたが、事故によって選手生命を断たれた。以後杖をついている。
息子のキットが交通事故で脳死状態になり臓器移植に同意した。しかしそれが全て計画的にアルの臓器移植のために行われたと知り、2年かけてアルを探し出し、復讐のために養子にした。強制的にテニスに勝ち続けさせ虐待も行っている。アルの体内にキットの臓器があるため、憎いアルを殺すことも関係を断つことも出来ない。子供も妻も失った悲劇ゆえにやさぐれて酒浸りになっている。
キット・ターナ
ビルの息子。ビルの夢を受け継ぎ、ウィンブルドン選手権を目指しテニスをしていたが、交通事故のため12歳で脳死になりアルに臓器を提供した。実は幼い頃から診察を受けいた病院で極秘にHLA検査をされており、アルの適合者であったゆえに故意に車で轢かれ脳死状態にさせられていた。病院内で内密理にキットからアルへの臓器移植手術が行われたので、キットの臓器が誰に渡ったのか、どこにも痕跡はなかった。
アルマ・ターナ
ビルの妻。幼い頃病弱だったキットを守るため、2人目の子供を中絶し二度と子供が産めなくなっていた。キットの臓器移植後、精神が不安定になり失踪し行方不明になった。
テシオ・ブル・モルガン
アルのコーチ。冷静沈着な人物。アルを虐待するビルに嫌悪感を持っているが、ビジネスライクに徹している。サーハン・レザックが初めて現れた地・イギリスのワージング出身。
アリスン・メイヤード
アルが移植手術を受けた病院の小児科の医師。ビルの頼みでキットからアルへの臓器移植について内密に調査中、突然退職し行方不明になった。ビルがアルを探し当てる一年前にアルと接触し、「臓器を提供した子供の父親が復讐に来るだろう」と伝えていた。それからアルはビルに探し出されるまで、贖罪できる日を待ち続けていたのだった。数年後、ビルと再会したことで何者かに殺された。
ノマ・ケベック
アルと相反する、もう一人のサーハン・レザックの子供。15歳くらいの少女。養護院で育ちフェイの養女になった。アルをテレビで見て懐かしさを覚える。養母・フェイが殺人を犯したことに反応し“黒“に目覚め、髪が黒色になる。“銀“であるアルを見付け、超能力で戦いを挑む。
マリア・ヘルムズ
ノマの遺伝子上の母親。サーハン・レザックの精子を使って体外受精でノマを産んだ。
フェイ・ケベック
ノマの養母。トイメーカーの社長。
コリン・エヴァンス
通り名は〝サー・オーガスタ“。ウィンブルドン選手権でアルをみて惹かれていた。
アンリを地下の秘密クラブへ連れて行く条件としてアンリと一夜を共にする。　
アントワーヌ（アンリ）・カヤト・ラクロワ
日系フランス人。19歳。稀有なバレエ・ダンサー。性的にマゾヒスト。アルに試合を申し込み1試合の間に、全くの素人の段階からアルのフォームをトレース出来るまでになった。
ドン・モリコーネに軟禁、拷問され、アルの振りをして身代わりにテニスの試合をさせられ　全米オープンに出場する。
アプリル・ターナ
三年前ビルに拾われた、アルのフロントスタッフの少年。アンリをアルと寸分違わないテニスプレイが出来るように仕立て上げる。『黒 -ニグレード-』の登場人物・アプリルの子孫である。
H（ヘンリー）・ディーゼル
母親・ハンナの体外受精と出産にたずさわった。英国科学技術センターの研究グループに所属。科学者としての探究心からサーハン・レザックの子供を二人誕生させた。アルを見つけ守りたいと思いながら亡くなる。
マイケル・ディーゼル
H・ディーゼルの息子。アルとサーハン・レザックを殺そうとする。
サーハン・レザック
アルの遺伝子上の父親。1910年生まれ1972年死亡、享年62歳とされる。しかし存命であり外見は20代に見える。アメリカの最高国家機密である。ニューヨーク州立刑務所に死刑囚として捕らわれ、何度も死刑が執行されたが死なない。
臓器移植が必要だったアルを助けるために、H・ディーゼルにビルの息子・キットを脳死状態にさせた。

### その他
タチアナ・ロスコー
アルに最初に接触したスポーツジャーナリスト。陸上選手に薬物を飲ませて薬物中毒にし死なせ、証人として出廷を要請させられている。
メミア
アルを“ガブリエル“と呼ぶ幼女。占いの的中率が高い。ホワイトハウスでも占いをしている。メミアにはアルに天使の翼が見えている。
スタイン・シーン
スポーツジャーナリスト。アルにビルの息子・キットから臓器提供されたという情報をマスコミに売ろうとしてノマの養母・フェイに殺される。
ドン・モリコーネ
マフィア。地下の秘密クラブを仕切っている。“Mr.セイレーン“が撃ち殺したアルの死体を政府に引き渡そうとした。
“Mr.セイレーン“
死体愛好家。アルを死体にし手に入れようと拳銃で殺すが、アルは生き返ってしまう。
セオドリック・マーラー
世界ランキング5位のテニスプレイヤー。叔父の借金を帳消しにする条件で、地下の秘密クラブでアルとテニスの試合を行う。

## 書誌情報
- 高口里純『銀』〈花とゆめコミックス〉全4巻
  1. 1994年8月発売、ISBN 4-5921-2375-1
  2. 1994年11月発売、ISBN 4-5921-2376-X
  3. 1995年2月発売、ISBN 4-5921-2377-8
  4. 1995年5月発売、ISBN 4-5921-2378-6
- ［文庫版］高口里純『銀／黒』〈メディアファクトリー・MF文庫〉全4巻
  1. 2003年11月発売、ISBN 4-8401-0893-5（銀） - 解説・高口里純のインタビュー
  2. 2003年12月発売、ISBN 4-8401-1007-7（銀） - 解説・森下佳子
  3. 2003年12月発売、ISBN 4-8401-1018-2（黒 -ニグレード-） - 解説・香村郁
  4. 2004年2月発売、ISBN 4-8401-1028-X（黒 -ニグレード-） - 解説・カドタユキコ

### 書誌情報出典
KADOKAWA『銀／黒』